# 新圣母广场
43°46′24.62″N 11°14′57.92″E / 43.7735056°N 11.2494222°E

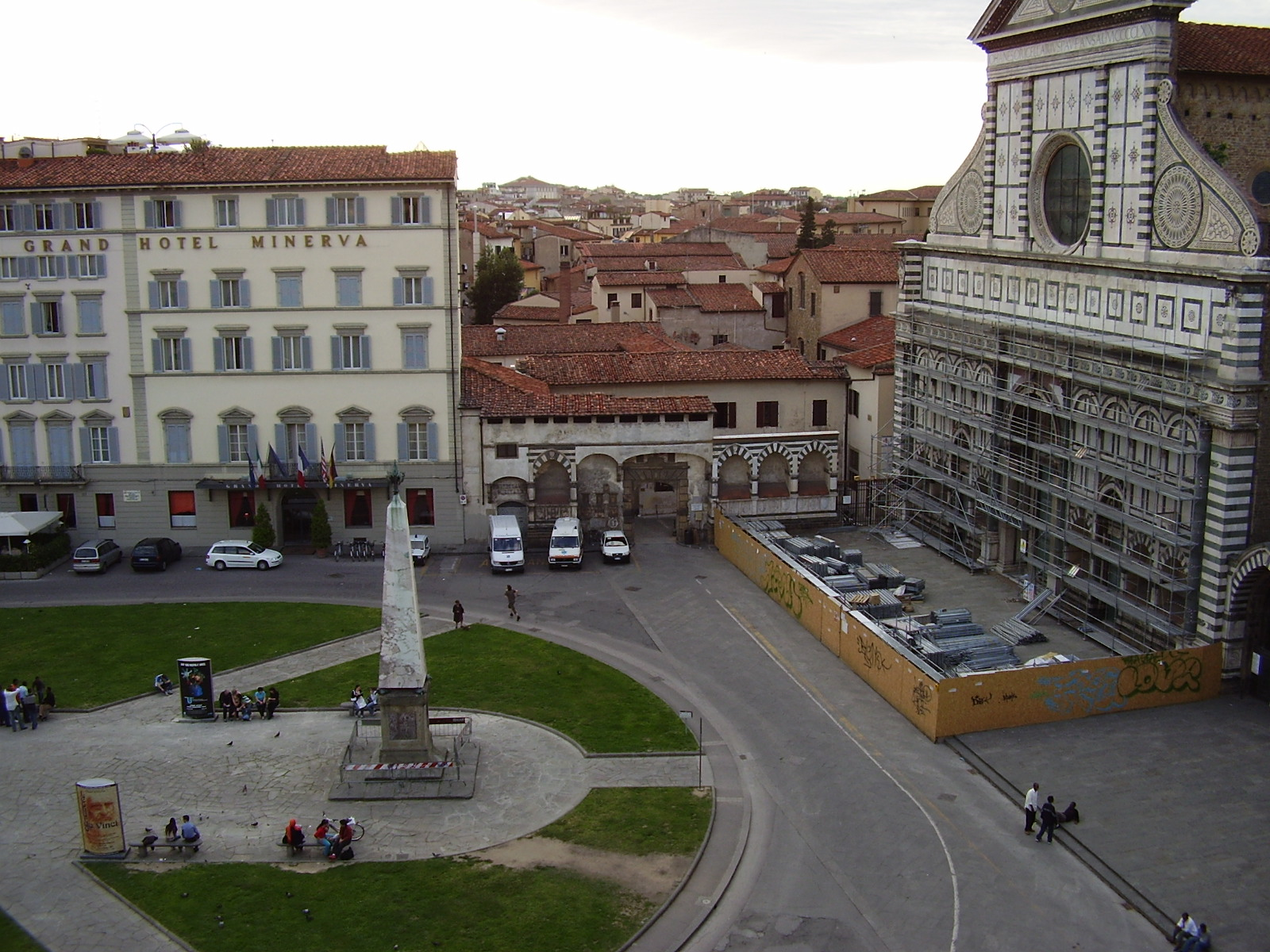
新圣母大殿

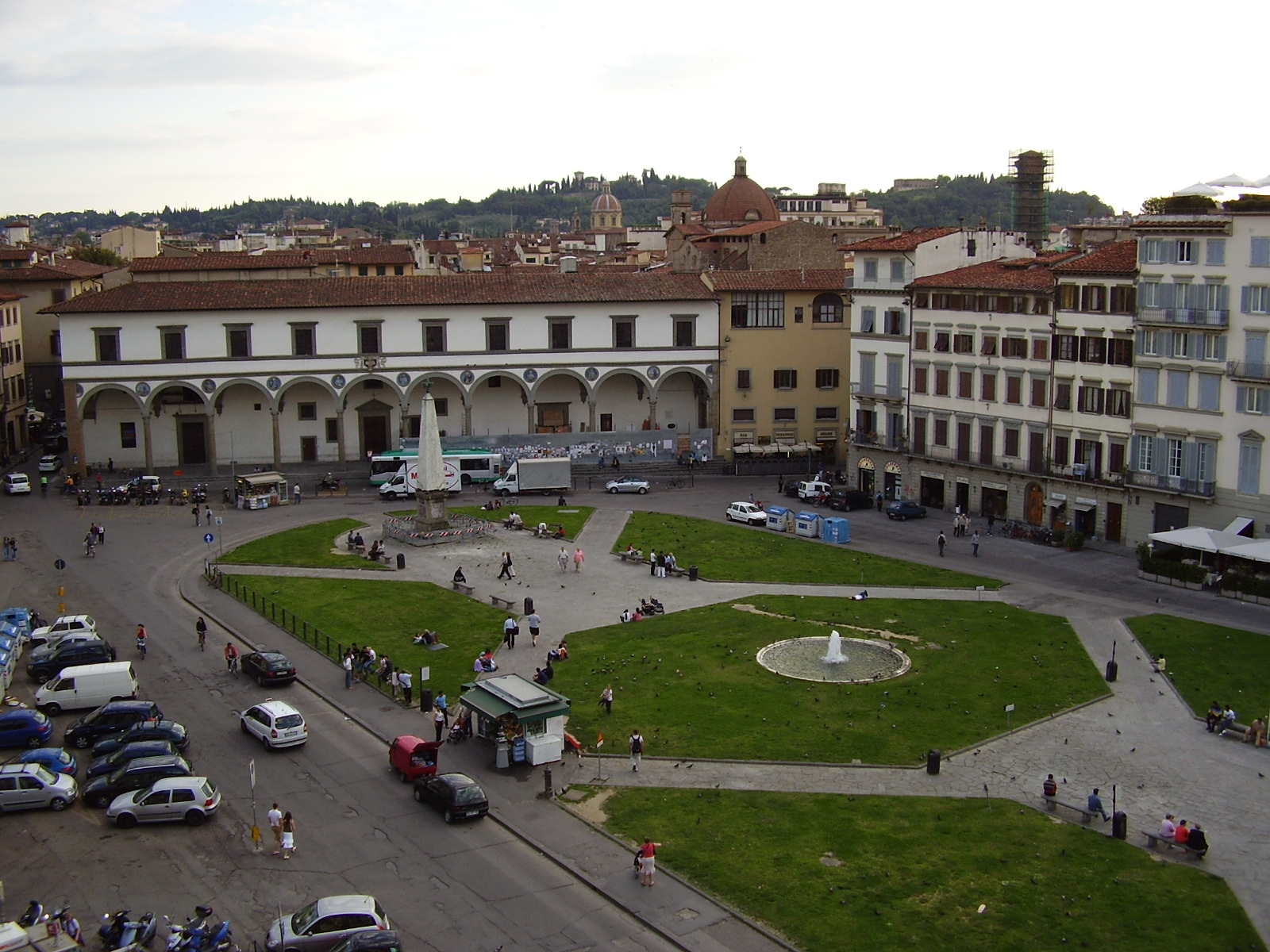
圣保禄医院

新圣母广场（Piazza Santa Maria Novella）是意大利佛罗伦萨的一个主要广场，新圣母大殿是广场上的主要建筑。

## 历史
这座广场形成于1287年到1325年，以容纳数量越来越多的道明会修道士（住在附近的修道院中）的听众，由于其尺度较大，后来节庆活动和比赛常在此举行。